# Bisdom Kibungo

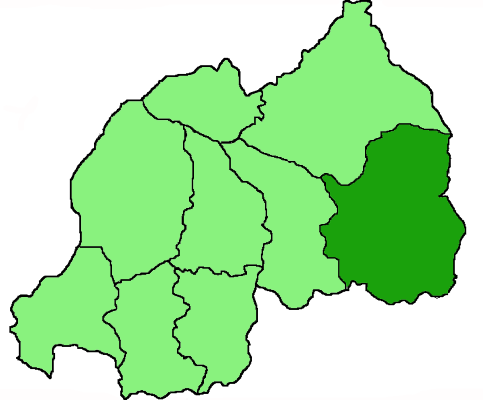
Het bisdom Kibungo binnen Rwanda

Het bisdom Kibungo (Latijn: Dioecesis Kibungensis) is een rooms-katholiek bisdom met als zetel Kibungo, de hoofdstad van het district Kibungo in Rwanda. Het bisdom is suffragaan aan het aartsbisdom Kigali.

## Geschiedenis
Het bisdom werd opgericht op 5 september 1968, uit grondgebied van het aartsbisdom Kabgayi. 
Op 5 november 1981 verloor het bisdom gebied door de oprichting van het bisdom Byumba. 

## Parochies
In 2019 telde het bisdom 20 parochies. Het bisdom had in 2019 een oppervlakte van 2.670 km² en telde 1.032.147 inwoners waarvan 35,3% rooms-katholiek was.

## Bisschoppen
- Joseph Sibomana (5 september 1969 - 30 maart 1992)
- Frédéric Rubwejanga (30 maart 1992 - 28 augustus 2007)
- Kizito Bahujimihigo (28 augustus 2007 - 29 januari 2010)
- Antoine Kambanda (7 mei 2013 - 19 november 2018)